# Ochetorhynchus
Ochetorhynchus – rodzaj ptaków z podrodziny drzewołaźców (Pygarrhichadinae) w rodzinie garncarzowatych (Furnariidae).

## Zasięg występowania
Rodzaj obejmuje gatunki występujące w Ameryce Południowej.

## Morfologia
Długość ciała 16–19 cm; masa ciała 28–41 g.

## Systematyka

### Etymologia
- Ochetorhynchus: gr. οχετος okhetos „rura, przewód”; ῥυγχος rhunkhos „dziób”[5].
- Eremobius: gr. ερημος erēmos „pustynia”; βιος bios „tryb życia”, od βιοω bioō „żyć”[6]. Gatunek typowy: Eremobius phoenicurus Gould, 1839.
- Chilia: Chile (dawniej Chili)[7]. Gatunek typowy: Enicornis melanura G.R. Gray, 1846.

### Podział systematyczny
Do rodzaju należą następujące gatunki:
- Ochetorhynchus melanurus (G.R. Gray, 1846) – turniówek rdzaworzytny
- Ochetorhynchus andaecola (d’Orbigny, 1838) – turniówek skalny
- Ochetorhynchus ruficaudus Meyen, 1834 – turniówek rudosterny
- Ochetorhynchus phoenicurus (Gould, 1839) – turniówek patagoński